# الأسوار (مسلسل)
الأسوار هو مسلسل كويتي درامي شهير عرض في رمضان عام 1983 على تلفزيون الكويت وحقق نجاحا ساحقا وحظي بإشادة النقاد والمشاهدين، ورغم مرور أكثر من ربع قرن على إنتاج «الأسوار» فإن العمل يستقطب الجمهور عندما يعرض على أي محطة فضائية ويندمج الجمهور مع شخوصه واحداثه وكأنه يتابع العمل لأول مرة، عكف على كتابة المسلسل الكاتب الكبير طارق عثمان وجعل المحور الرئيسي له ثانوية البنات حيث تنطلق من خلالها الاحداث، وقد تكون هي المرة الأولى التي تتم فيها مناقشة مشاكل التدريس والطالبات بالشكل الذي صاغه طارق الذي اثبت نفسه في المجال التربوي، وان كان تأثره والتصاقه بالنسبة للمشاكل التربوية بسبب ادخال مشاهد عديدة من المدرسة في أعماله، ولأن مكان تصوير العمل هو مدرسة للبنات، فلا شك ان نصيب الاسد من البطولة كان للعنصر النسائي بمجموعة ضخمة من كبار الفنانات في الكويت، وتتفرع من اسرة المدرسة الام اربع اسر ننتقل معها في بيوتها.

## الممثلون
- علي المفيدي
- جاسم النبهان
- حياة الفهد
- أسمهان توفيق
- إبراهيم الحربي
- عبد الإمام عبد الله
- عصمت محمود
- إنتصار الشراح
- زينب الضاحي
- ميعاد عواد
- إيمان العبيدي
- طيبة الفرج
- عائشة إبراهيم

## الشخصيات والأحداث
الأسرة الأولى هي مريم أمينة المخزن حياة الفهد التي تعيش مع ابنتها الوحيدة ايمان إحدى طالبات المدرسة ميعاد عواد وتنقلب أحوال الاسرة رأسا على عقب عندما يهم الأب الطليق علي المفيدي بانتزاع ابنته وتزويجها بشاب ثري.
الاسرة الثانية هي اسرة الأبلة شيخة أسمهان توفيق مدرسة لغة عربية في المدرسة، وتعيش مع زوجها إبراهيم الحربي وشقيقته شريفة الأمية (زينب الضاحي)، تعيش الاسرة في اجواء مشحونة متوترة نظراً إلى حدة شريفة العانس ومشاكلها المستمرة ولا تهدأ الاسرة الا عندما تتزوج شريفة بالتاجر بوعبدالله عبد الإمام عبد الله وهي الاسرة الثالثة لاب ارمل يعيش مع المدللة ناهد (ايمان العبيدي) التي لم تتوقع ان يتزوج أبوها بامرأة أخرى وهي التي كانت تعتقد انها كل شيء في حياة الوالد وتعيش ناهد في صراع مستمر مع الاب.
الاسرة الرابعة هي اسرة ابلة لطيفة المدرسة الأولى لقسم اللغة العربية طيبة الفرج تعيش حياة بائسة مع زوجها جاسم النبهان لانها حرمت من نعمة الإنجاب لكن الزوج مخلص لزوجته وراض باستمرار الحياة معها دون أطفال ولكن لطيفة لم تستطع تحمل الحرمان، وعند تطور الاحداث بشكل مشوق وسريع تنشأ علاقة ود بين لطيفة وناهد التي عانت من عذاب حرمانها من والدتها وهي طفلة صغيرة ووجدت في الابلة لطيفة امًّا حنونة تعوضها عن حنان الأم في الوقت الذي وجدت فيه لطيفة ابنة لها لم تلدها.. وداخل اسوار المدرسة نجد كلا من الناظرة عائشة إبراهيم والاخصائية الاجتماعية (عصمت محمود) و«الفراشة» (سامية محمد) والمدرسات هدى عيسى ونوال عبد الرحمن والطالبة انتصار الشراح والعمل شهد ولادة ثلاث ممثلات جيدات اثنتان منهما اعتزلتا الفن ميعاد عواد وايمان العبيدي والثالثة هي الفنانة انتصار الشراح
.